# Пештасарский хребет
Пештасарский хребет (азерб. Peştəsər silsiləsi) — горный хребет на территории Ярдымлинского района Азербайджана. Расположен в пределах Талышских гор.

## Этимология
Ороним «Пештасар» происходит от талышских слов «пешта» (тал. peştə — холм, высота) и «сар» (тал. sər — голова, верх) и означает «высокая гора».

## География
Пештасарский хребет входит в горную систему Талышских гор. Он расположен к северо-востоку от тянущегося вдоль границы Азербайджана с Ираном Талышского хребта, на расстоянии 7—15 км от него. Простирается до 15 км с северо-запада на юго-восток. Отделяется от параллельных ему Талышского и Буроварского хребтов впадинами. Пештасарский хребет представляющий собой типичный моноклинальный гребень, на котором расположено несколько вершин высотой 1800-2200 м. Некоторые вершины хребта имеют высоты больше 2200 м: Талыш (2342 м), Пашагол (2238 м), Сахалабаран (2230 м), Узи-баши ( 2203 м ) и др.
Северо-восточная часть хребта скалистая, а юго-восточная — покрыта лесами. Помимо лесов на склонах хребта имеются луга. Хребет разрывается реками Виляшчай, Гянджавю, Лемерчай. На склоне хребта расположено одноимённое село.

## Геология
Пештасарский хребет сложен вулканогенными и осадочными породами палеогенового периода. Часть Пештасарского хребта находится в условиях сухого климата, из-за чего многие его вершины представляют собой голые скалы, подножья которых загромождены многочисленными осыпями — продуктами выветривания горных пород.